# Додж (Оклахома)
Додж (англ. Dodge) — переписна місцевість (CDP) в США, в окрузі Делавер штату Оклахома. Населення — 89 осіб (2020).

## Географія
Додж розташований за координатами 36°34′44″ пн. ш. 94°38′19″ зх. д. / 36.57889° пн. ш. 94.63861° зх. д. (36.578926, -94.638484).  За даними Бюро перепису населення США в 2010 році переписна місцевість мала площу 17,08 км², уся площа — суходіл.

## Демографія
Згідно з переписом 2010 року, у переписній місцевості мешкало 115 осіб у 48 домогосподарствах у складі 35 родин. Густота населення становила 7 осіб/км².  Було 49 помешкань (3/км²).
Расовий склад населення:
| - 69,6 % — білих - 20,0 % — корінних американців |

До двох чи більше рас належало 10,4 %. Частка іспаномовних становила 1,7 % від усіх жителів.
За віковим діапазоном населення розподілялося таким чином: 19,1 % — особи молодші 18 років, 63,5 % — особи у віці 18—64 років, 17,4 % — особи у віці 65 років та старші. Медіана віку мешканця становила 46,3 року. На 100 осіб жіночої статі у переписній місцевості припадало 150,0 чоловіків;  на 100 жінок у віці від 18 років та старших — 138,5 чоловіків також старших 18 років.
Середній дохід на одне домашнє господарство  становив 107 100 доларів США (медіана — 66 667), а середній дохід на одну сім'ю — 107 100 доларів (медіана — 66 667). 
Цивільне працевлаштоване населення становило 55 осіб. Основні галузі зайнятості: виробництво — 40,0 %, освіта, охорона здоров'я та соціальна допомога — 34,5 %, роздрібна торгівля — 18,2 %, сільське господарство, лісництво, риболовля — 7,3 %.